# Azerbajdzjans Grand Prix 2019
Azerbajdzjans Grand Prix 2019, officiellt Formula 1 Socar Azerbaijan Grand Prix 2019, var ett Formel 1-lopp som kördes 28 april 2019 på Baku City Circuit i Baku i Azerbajdzjan. Loppet var det fjärde av sammanlagt tjugoen deltävlingar ingående i Formel 1-säsongen 2019 och kördes över 51 varv.

## Resultat

### Kval

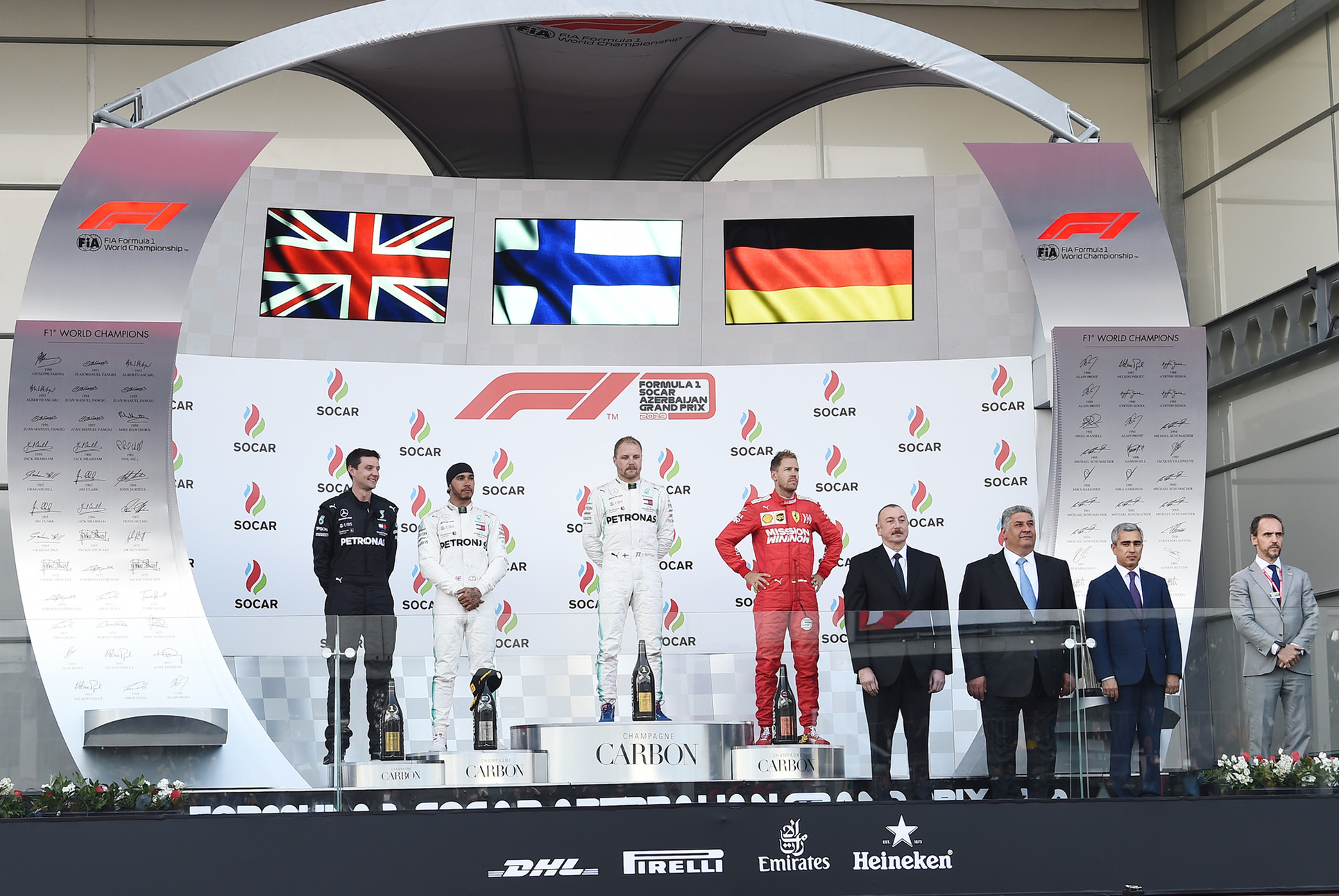
Podium

| KR. | Nr | Förare             | Konstruktör               | Q1       | Q2        | Q3        | Grid |
| --- | -- | ------------------ | ------------------------- | -------- | --------- | --------- | ---- |
| 1   | 77 | Valtteri Bottas    | Mercedes                  | 1.42,026 | 1.41,500  | 1.40,495  | 1    |
| 2   | 44 | Lewis Hamilton     | Mercedes                  | 1.41,614 | 1.41,580  | 1.40,554  | 2    |
| 3   | 5  | Sebastian Vettel   | Ferrari                   | 1.42,042 | 1.41,889  | 1.40,797  | 3    |
| 4   | 33 | Max Verstappen     | Red Bull Racing-Honda     | 1.42,249 | 1.41,870  | 1.41,593  | 4    |
| 5   | 11 | Sergio Pérez       | Racing Point-BWT Mercedes | 1.42,249 | 1.41,870  | 1.41,593  | 5    |
| 6   | 26 | Daniil Kvyat       | Scuderia Toro Rosso-Honda | 1.42,324 | 1.42,221  | 1.41,681  | 6    |
| 7   | 4  | Lando Norris       | McLaren-Renault           | 1.42,371 | 1.42,084  | 1.41,886  | 7    |
| 8   | 99 | Antonio Giovinazzi | Alfa Romeo Racing-Ferrari | 1.42,140 | 1.42,381  | 1.42,424  | 17   |
| 9   | 7  | Kimi Räikkönen     | Alfa Romeo Racing-Ferrari | 1.42,059 | 1.42,082  | 1.43,068  | Depå |
| 10  | 16 | Charles Leclerc    | Ferrari                   | 1.41,426 | 1.41,995  | Ingen tid | 8    |
| 11  | 55 | Carlos Sainz Jr.   | McLaren-Renault           | 1.41,936 | 1.42,398  | 0         | 9    |
| 12  | 3  | Daniel Ricciardo   | Renault                   | 1.42,486 | 1.42,477  | 0         | 10   |
| 13  | 23 | Alexander Albon    | Scuderia Toro Rosso-Honda | 1.42,154 | 1.42,494  | 0         | 11   |
| 14  | 20 | Kevin Magnussen    | Haas-Ferrari              | 1.42,382 | 1.42,699  | 0         | 12   |
| 15  | 10 | Pierre Gasly       | Red Bull Racing-Honda     | 1.41,335 | Ingen tid | 0         | Depå |
| 16  | 18 | Lance Stroll       | Racing Point-BWT Mercedes | 1.42,630 | 0         | 0         | 13   |
| 17  | 8  | Romain Grosjean    | Haas-Ferrari              | 1.43,407 | 0         | 0         | 14   |
| 18  | 27 | Nico Hülkenberg    | Renault                   | 1.43,427 | 0         | 0         | 15   |
| 19  | 63 | George Russell     | Williams-Mercedes         | 1.45,062 | 0         | 0         | 16   |
| 20  | 88 | Robert Kubica      | Williams-Mercedes         | 1.45,455 | 0         | 0         | Depå |

| Vidare från första kvalrundan ▬▬ Vidare från andra kvalrundan ▬▬ |

107 %-gränsen: 1.48,428
Källor:

### Lopp
| Pos. | Nr | Förare             | Konstruktör               | Varv | Tid         | Grid | P     |
| ---- | -- | ------------------ | ------------------------- | ---- | ----------- | ---- | ----- |
| 1    | 77 | Valtteri Bottas    | Mercedes                  | 51   | 1:31.52,942 | 1    | 25    |
| 2    | 44 | Lewis Hamilton     | Mercedes                  | 51   | +1,524      | 2    | 18    |
| 3    | 5  | Sebastian Vettel   | Ferrari                   | 51   | +11.739     | 3    | 15    |
| 4    | 33 | Max Verstappen     | Red Bull Racing-Honda     | 51   | +17.493     | 4    | 12    |
| 5    | 16 | Charles Leclerc    | Ferrari                   | 51   | +69.107     | 8    | 10+1a |
| 6    | 11 | Sergio Pérez       | Racing Point-BWT Mercedes | 51   | +76.416     | 5    | 8     |
| 7    | 55 | Carlos Sainz Jr.   | McLaren-Renault           | 51   | +83.826     | 9    | 6     |
| 8    | 4  | Lando Norris       | McLaren-Renault           | 51   | +100.268    | 7    | 4     |
| 9    | 18 | Lance Stroll       | Racing Point-BWT Mercedes | 51   | +103.816    | 13   | 2     |
| 10   | 7  | Kimi Räikkönen     | Alfa Romeo Racing-Ferrari | 50   | +1 varv     | Depå | 1     |
| 11   | 23 | Alexander Albon    | Scuderia Toro Rosso-Honda | 50   | +1 varv     | 11   | 0     |
| 12   | 99 | Antonio Giovinazzi | Alfa Romeo Racing-Ferrari | 50   | +1 varv     | 17   | 0     |
| 13   | 20 | Kevin Magnussen    | Haas-Ferrari              | 50   | +1 varv     | 12   | 0     |
| 14   | 27 | Nico Hülkenberg    | Renault                   | 50   | +1 varv     | 15   | 0     |
| 15   | 63 | George Russell     | Williams-Mercedes         | 49   | +2 varv     | 16   | 0     |
| 16   | 88 | Robert Kubica      | Williams-Mercedes         | 49   | +2 varv     | Depå | 0     |
| RET  | 10 | Pierre Gasly       | Red Bull Racing-Honda     | 38   | Växellåda   | Depå | 0     |
| RET  | 8  | Romain Grosjean    | Haas-Ferrari              | 38   | Bromsar     | 14   | 0     |
| RET  | 26 | Daniil Kvyat       | Scuderia Toro Rosso-Honda | 33   | Kollisionb  | 6    | 0     |
| RET  | 3  | Daniel Ricciardo   | Renault                   | 31   | Kollisionb  | 10   | 0     |

| Förare och stall som tog poäng ▬▬ |

Källor:
- ^a  – Charles Leclerc erhöll en extrapoäng för snabbaste varv.[1]
- ^b  – Daniel Ricciardo och Daniil Kvyat hade båda hamnat i avåkningszonen i kurva 3 efter ett misslyckat omkörningsförsök av Ricciardo. När Ricciardo skulle backa ut på banan lade han inte märke till Kvyat som stod snett bakom honom. Ricciardo backade på Kvyat som fick skador på golvet samt att Ricciardo fick skador på komponenter bak på bilen. Bägge förarna fick avbryta loppet, och Ricciardo uppgav efteråt att han i den stressade situationen inte uppmärksammat att Kvyat stod bakom honom. Efter loppet bestraffades Ricciardo med 3 platsers nedflyttning på stardgriden i det kommande loppet i Spanien.[8]

## Poängställning efter loppet
| Position  | 1    | 2    | 3    | 4    | 5    | 6   | 7   | 8   | 9   | 10  | Snabbaste varv |
| Poäng (p) | 250p | 180p | 150p | 120p | 100p | 80p | 60p | 40p | 20p | 10p | 10p            |

| Pos. | Förare            | Stall                     | Poäng |
| ---- | ----------------- | ------------------------- | ----- |
| 1    | Valtteri Bottas   | Mercedes                  | 87    |
| 2    | Lewis Hamilton    | Mercedes                  | 86    |
| 3    | Sebastian Vettel  | Ferrari                   | 52    |
| 4    | Max Verstappen    | Red Bull-Honda            | 51    |
| 5    | Charles Leclerc   | Ferrari                   | 47    |
| 6    | Sergio Pérez      | Racing Point-BWT Mercedes | 13    |
| 7    | Pierre Gasly      | Red Bull-Honda            | 13    |
| 8    | Kimi Räikkönen    | Alfa Romeo Racing-Ferrari | 13    |
| 9    | Lando Norris      | McLaren-Renault           | 12    |
| 10   | Kevin Magnussen   | Haas-Ferrari              | 8     |
| 11   | Nico Hülkenberg   | Renault                   | 6     |
| 12   | Carlos Sainz, Jr. | McLaren-Renault           | 6     |
| 13   | Daniel Ricciardo  | Renault                   | 6     |
| 14   | Lance Stroll      | Racing Point-BWT Mercedes | 4     |
| 15   | Alexander Albon   | Toro Rosso-Honda          | 3     |
| 16   | Daniil Kvyat      | Toro Rosso-Honda          | 3     |

| Pos. | Stall                     | Poäng |
| ---- | ------------------------- | ----- |
| 1    | Mercedes                  | 173   |
| 2    | Ferrari                   | 99    |
| 3    | Red Bull-Honda            | 64    |
| 4    | McLaren-Renault           | 18    |
| 5    | Racing Point-BWT Mercedes | 17    |
| 6    | Alfa Romeo Racing-Ferrari | 13    |
| 7    | Renault                   | 12    |
| 6    | Haas-Ferrari              | 8     |
| 9    | Toro Rosso-Honda          | 4     |